# Municipio de Butler (condado de DeKalb)
El municipio de Butler (en inglés: Butler Township) es un municipio ubicado en el condado de DeKalb en el estado estadounidense de Indiana. En el año 2010 tenía una población de 1691 habitantes y una densidad poblacional de 27,49 personas por km².

## Geografía
El municipio de Butler se encuentra ubicado en las coordenadas 41°18′8″N 85°7′25″O / 41.30222, -85.12361. Según la Oficina del Censo de los Estados Unidos, el municipio tiene una superficie total de 61.51 km², de la cual 61.36 km² corresponden a tierra firme y (0.25%) 0.15 km² es agua.

## Demografía
Según el censo de 2010, había 1691 personas residiendo en el municipio de Butler. La densidad de población era de 27,49 hab./km². De los 1691 habitantes, el municipio de Butler estaba compuesto por el 97.46% blancos, el 0.53% eran afroamericanos, el 0.06% eran amerindios, el 0.47% eran asiáticos, el 0.41% eran isleños del Pacífico, el 0.3% eran de otras razas y el 0.77% pertenecían a dos o más razas. Del total de la población el 1.42% eran hispanos o latinos de cualquier raza.